# Glyptothorax callopterus
Glyptothorax callopterus es una especie de peces de la familia Sisoridae en el orden de los Siluriformes.

## Distribución geográfica
Se encuentra en la Península de Malaca.